# Hierofania
Hierofania – objawienie się świętości, każde wtargnięcie sacrum w sferę profanum; kluczowy termin w teorii religii M. Eliadego.
Przestrzeń człowieka Eliade podzielił na dwa typy: przestrzeń sacrum i profanum - zaznaczył, że sfery te mogą się pokrywać (gdyż sfera sacrum jest sferą, która jest konstytuowana przez nasz umysł). Prostym przykładem sfery sacrum jest np. kościół, który dla osoby konkretnego wyznania jest miejscem w którym objawia się świętość - dla ateisty zaś jest zwykłym budynkiem (sferą profanum).